# ビーナランド きかんしゃトーマス
『ビーナランド きかんしゃトーマス』(BeenaLand - )は、セガ（後のセガ・インタラクティブ）によるトレーディングカードゲーム方式のアーケードゲーム。『甲虫王者ムシキング』や『オシャレ魔女♥ラブandベリー』で人気を集めた、低学年児童向けトレーディングカードゲームの一つで、人気人形劇『きかんしゃトーマス』をゲーム化した。
筐体、ゲーム内容（テーマが鉄道という事もあり、速さや力をゲーム化している）、カードなどの基本仕様は、前述したゲームに準じている。
幼児に大人気のトーマスである故、ゲームの人気も高いが（mixi内のトーマスファンのコミュニティにおける、トーマスの好きな息子を持つ親からの書き込みにおいても、これが裏付けられる）、メーカーの力量の為か、他のトレーディングカードゲームと比べ設置台数が少ないのが欠点である。公式サイトには設置店情報も掲載されているが、情報外の場所でも稼動している事が知られている。
なおこのビーナランドなる名称は、トーマスとは無関係であり、ビーナランドの名で共通部分（筐体やカードの基本構造、アーケードゲーム基板など）を利用した、トーマス以外の作品の同種ゲームとして、ビーナランド お茶犬やビーナランド ドラえもんが既に登場している。